# Scrophularia trifoliata
Scrophularia trifoliata är en flenörtsväxtart som beskrevs av Carl von Linné. Scrophularia trifoliata ingår i släktet flenörter, och familjen flenörtsväxter. Utöver nominatformen finns också underarten S. t. integrifolia.